# Chase This Light (песня)
Chase This Light — девятый трек с шестого альбома Chase This Light у Jimmy Eat World. Хотя песня не была выпущена в качестве сингла, она достигла 99 место в Billboard Pop 100.

## Критика
Virgin Media называет эту песню мелодичной и поднимающей настроение ссылаясь на её меланхолию. PopMatters критикует эту песню за её текст «О, детка, я знаю, что это энергично/И где мы находимся ночью/Преследует этот свет нас с тобой», добавив, что Jimmy Eat World уже не подростки.

## ВСМИ
Chase This Light был использован на телестанции ТНТ.

## Чарты
| Чарты                | Место |
| -------------------- | ----- |
| US Billboard Pop 100 | 99    |